# Estoński Wolontariusz Roku
Wolontariusz roku (est.: Aasta vabatahtlik) – narodowe wyróżnienie Estonii, przyznawane jako jedna z form wyrażenia uznania przez państwo i społeczeństwo. Uchwalone w 2005 roku.

## 2008
W dniu 7 grudnia 2008 roku Prezydent Estonii Toomas Hendrik Ilves przyznał nagrodę następującym osobom:
- Peeter Kuudu
- Monika Rusing
- Tõnis Puss
- Aado Kuhlap
- Maaja Glaser
- Liis Lill
- Helju Kukk
- Rainer Nõlvak – za zorganizowanie Let's Do It 2008
- Uno Aan
- Üllar Saaremäe – za zorganizowanie Estonian Punk Song Festival
- Urve Uusberg(inne języki)
- Aune Suve
- Andres Luure – za wkład w rozwój Estońskiej Wikipedii[1]
- Helo Meigas(inne języki)
- Ahti Heinla – za zorganizowanie Let's Do It 2008

Podczas ceremonii grupa Terminaator wykonywała 4 swoje pieśnie: Osa minust, Romula, See ei ole saladus, i Tahan ärgata üles